# Логосенсорика
Логосенсорика — це вид комплексних завдань, що використовуються дефектологами та логопедами, які працюють з дітьми з особливими освітніми потребами та поєднують сенсорне виховання дитини і формування правильного мовлення. Термін «Логосенсорика» вперше теоретично обгрунтовано та запропоновано до практичного використання учителями–логопедами Янкевич Т. С. та Яковенко О. С. у статті "Логосенсорика як новий напрямок у корекційній роботі з дітьми з особливими освітніми потребами  [Архівовано 30 жовтня 2018 у Wayback Machine.].

## Мета завдань логосенсорики
1. розвиток сприймання, формування уявлень про зовнішні властивості предметів та уявлень про сенсорні еталони;
2. закріплення (автоматизація) у мовленні вимови певних звуків, розвиток фонематичного слуху;
3. розвиток усіх сторін мовлення, закріплення мовленнєвих навичок та вмінь, отриманих на заняттях з логопедом/дефектологом;
4. розвиток мислення, уваги, дрібної моторики.

Вперше, комплекс завдань з логосенсорики був застосований для корекції звуковимови сонорних звуків. Для інших звуків педагог може підготувати свої логосенсорні завдання. Наприклад, працюючи над звуками «с» і «з», можна повторити з дитиною, які предмети є синього і зеленого кольору, повторити поняття «високий — низький», оскільки ці звуки є у цих словах.
Авторами розроблені картки із завданнями, які можна використовувати на індивідуальних або підгрупових заняттях логопеда / дефектолога, для індивідуальної роботи вихователя з дитиною, для домашніх завдань. Для педагога вказані мета, є словник, подана детальна інструкція для самої дитини і відповідний наочний матеріал. Наочний матеріал подано українською мовою. Але, практичні завдання сформовані таким чином, що їх можна використовувати у корекційній роботі з дітьми, які розмовляють російською мовою (педагогу потрібно тільки перекласти інструкцію для дитини).

## Блоки завдань логосенсорики
- Колір — звук;
- Форма — звук;
- Розмір — звук;
- Орієнтація у просторі — звук;
- Математичні уявлення — звук;
- Предмет — форма — звук;
- Предмет — колір — звук;
- Предмет — розмір — звук;
- Розмір — колір — звук;
- Орієнтація у просторі — колір — звук;
- Математичні уявлення — колір — звук.

## Приклади завдань логосенсорики

### Який колір поєднав предмети?
Предмети, об'єднані одним кольором (білий колір), узгодження іменника з прикметником у роді та числі, автоматизація звука «л», розвиток мислення.
Словник: сніжинки, снігова баба, сіль, халат, голуб, молоко, сукня, лебідь, біла, білий, біле, білі.
Назви зображені предмети. Якого кольору всі вони? Назви ще раз кожний предмет та його колір. Поєднай лініями предмети у пари, поясни свій вибір. Про які предмети можна сказати: біла, білий, біле, білі?

### Що такої форми?
Геометричні фігури, форма предмета (співвіднесення з геометричною фігурою), розвиток сприймання та мислення, диференціація у мовленні звуків «р» — «л».
Словник: блокнот, огірок, пірамідка, балалайка, колесо, стіл, тарілка, лимон, комп'ютер (монітор, клавіатура), круглий, трикутний, прямокутний, овальний, квадратний.
Назви зображені предмети і геометричні фігури. Визнач форму кожного предмета та поєднай лінією з відповідною фігурою, склади словосполучення. Пригадай та назви інші предмети, які мають таку форму.